# エース (鞄)
エース株式会社（英: ACE Co.,Ltd.）は大阪府大阪市中央区博労町に本店、東京都渋谷区神宮前に本社を置く各種カバンの製造・販売会社である。自社製品以外も広く収集・展示する「世界のカバン博物館」（東京都台東区駒形）を運営している。

## 概要
創業者の新川柳作が、1940年（昭和15年）に大阪で創業した、鞄の製造販売を行う「新川柳商店」が始まりである。
かつては、サムソナイト・コーポレーションとライセンス契約を結んで、同ブランドの製品を40年間にわたり製造・販売していた。現在はサムソナイト社完全出資子会社の「サムソナイトジャパン」が日本での販売を継承している。現在では、エース自社ブランドとしてスーツケースのProtecA（プロテカ）やビジネスバッグのace.（エース）などを展開している。
アルファベットの小文字のaを図案化したものが、社章として用いられている。過去にはエースバッグとも呼ばれていた。かつてのテレビCMでは「いい旅いっしょに、エースバッグ」のサウンドロゴが流れていた。
1970年代には学生の間で、同社の「マジソンバッグ」が大流行した（「マディソン・スクエア・ガーデン#「マジソンバッグ」」参照）。また過去には、朝日放送制作・テレビ朝日系列で放送中の『新婚さんいらっしゃい!』や関西テレビ放送制作・フジテレビ系で放映されていた『三枝の愛ラブ!爆笑クリニック』など、桂三枝（現・六代目桂文枝）が司会を務めた番組のスポンサーを担当したことでも知られている。
アポロ計画でも使用されたゼロハリバートン社を買収した。この他1970年代半ばには、東京・銀座の三愛ビル近くにネオンサインを設置していたこともある。
大輪会の会員企業である。

## 沿革
- 1940年 「新川柳商店」として創業
- 1950年 株式会社に改組
- 1952年 「エース商標」を選定
- 1954年 ナイロンバッグの新作発表会を開催
- 1960年 生産部門として「エースかばん株式会社」を設立（現 エースラゲージ株式会社）
- 1963年 現社名「エース株式会社」に改称[※ 2]
- 1964年 シュワイダーブラザーズ社との技術提携契約が成立（現 サムソナイト社）
- 1970年 日本万国博覧会・生活産業館へ「世界の旅と人形」をテーマに出展
- 1971年 エースバッグ北海道赤平市工場が完成
- 1975年 東京店内に「世界のカバン館」を開設
- 1995年 エース物流サービス株式会社を設立
- 2006年 米国・ゼロハリバートン社を買収
- 2009年 東京本社を渋谷区神宮前に移転
- 2010年 創業70周年節目の年に「世界のカバン館」を「世界のカバン博物館」として大幅リニューアル
- 2012年 シンガポールエースを設立
- 2014年 エースマレーシアを設立
- 2016年 ゼロハリバートンチャイナを設立
- 2019年 エース台湾を設立

## その他の事業所
- 東日本カスタマーセンター:〒111-8655 東京都台東区駒形1-8-10（かつての東京本社）
- 西日本カスタマーセンター:〒542-0081 大阪府大阪市中央区南船場3-3-21

## 関連会社
- エースラゲージ株式会社 - 製造・品質管理
- エース物流サービス株式会社 - 物流
- 株式会社エーストレーディング - OEM
- エースサービス株式会社 - カスタマーサービス
- エース商事株式会社
- ACE ITALIA  S.R.L.
- SINGAPORE ACE PTE.LTD.
- ACE HONG KONG LUGGAGE Co.,LTD.
- ACE MALAYSIA LUGGAGE SDN.BHD.
- ZERO HALLIBURTON Inc.
- ZERO HALLIBURTON CHINA Co.,Ltd.

※その他、北海道赤平市と中華人民共和国の上海に製造拠点を置いている。

## CMタレント

### 現在
- 山本美月（2017年 - ）[5]

### 過去
- アントニオ猪木
- 沢口靖子
- 伊藤歩（2007年）
- 村上淳（2007年）
- 梨花（2011年）
- 佐々木希（2012年 - 2014年）
- 篠田麻里子（AKB48元メンバー　2012年 - 2013年）
- 紗栄子（2014年 - 2017年）
- 吉田羊（ace.シリーズ、2016年 - 2018年）[6]
- 古川雄輝（ace.シリーズ、2016年 - 2018年）[6]

## スポンサー番組
現在
- 2020年10月以降無し。

過去
- 新婚さんいらっしゃい! - 番組提供に留まらず、サムソナイトの旅行バッグを出場記念品として提供していた。ちなみに提供読みは「バッグの総合メーカー、エース株式会社」だった。
- 三枝の愛ラブ!爆笑クリニック - 一時期、後半のスポンサーの一員だった。
- 三枝の国盗りゲーム（朝日放送制作・テレビ朝日系列）
- たけしの万物創世紀（朝日放送制作・テレビ朝日系列）
- ソロモン流（テレビ東京）
- 家、ついて行ってイイですか?（テレビ東京・2017年4月から2019年3月まで）
- 全英オープンゴルフ・全英女子オープンゴルフ（テレビ朝日・2006年大会から）
- がっちりマンデー!!（TBS・2010年4月から2020年9月まで）
  - マスターズ・トーナメントで休止の場合、毎日放送制作・TBS系のテレビ番組などに提供する事がある。